# کشیم کلمبیایی
کشیم کلمبیایی(نام علمی: Podiceps andinus) نام یک گونه منقرض‌شده از تیره کشیم است.